# Pagoda Sandamuni
La pagoda Sandamuni (in birmano စန္ဒာမုနိစေတီ; formalmente နန်းမြေဘုံသာစံနန်းတော်ရာစန္ဒာမုနိဘုရား) è uno stupa, edificio religioso buddista Theravāda, sito ai piedi della Collina di Mandalay, modesta altura situata a nord-est del centro di Mandalay, capoluogo dell'omonima regione e seconda città maggiormente popolata della Birmania.
L'edificio fu commissionato dal re Mindon Min nel 1874 come monumento commemorativo del fratello minore, Kanaung Mintha, assassinato insieme a tre principi, Malun, Saku e Maingpyin, durante la ribellione dei principi Myingun del 1866. La pagoda fu eretta nella sede provvisoria del palazzo reale, il Nanmyay Bontha.
La pagoda ospita le tombe dei principi Kanaung, Sagu Mintha, Malun e Maingpyin. Contiene inoltre una statua in ferro del Buddha fusa da Bodawpaya nel 1802 e rimossa da Amarapura da Mindon nel 1874. Secondo quanto riferito, la statua pesa 18563 kg.

## Galleria di immagini

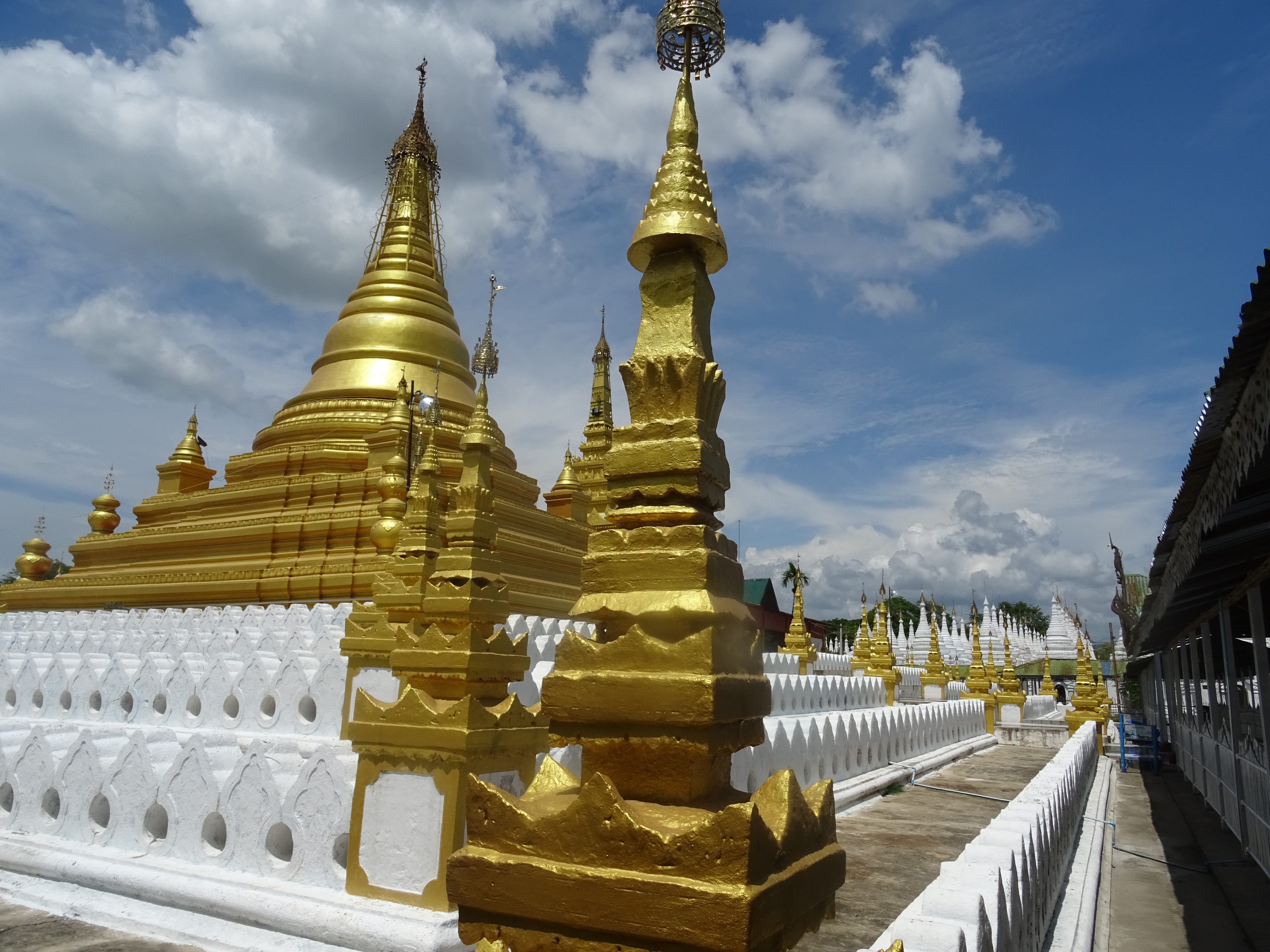
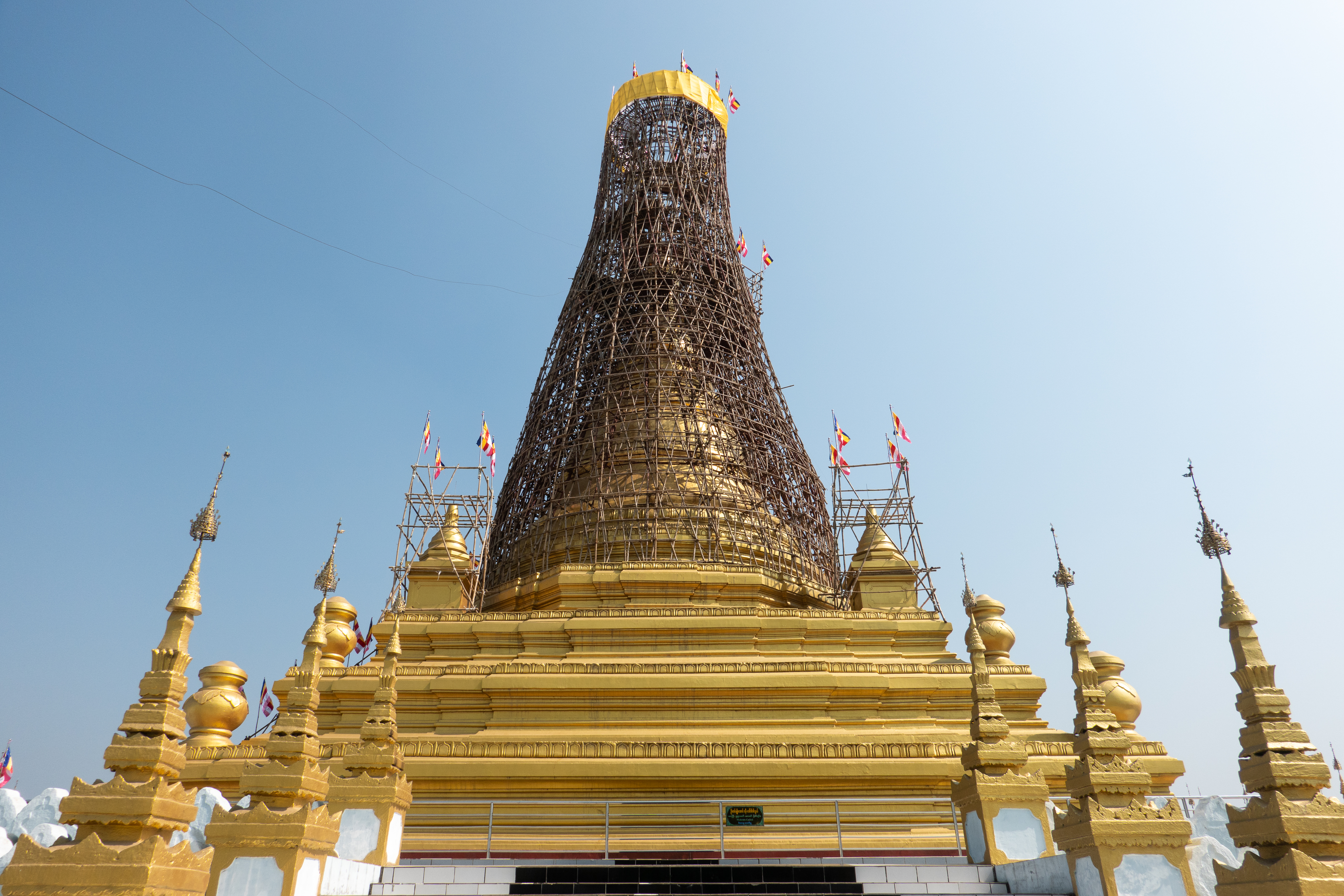
in manutenzione, gennaio 2020
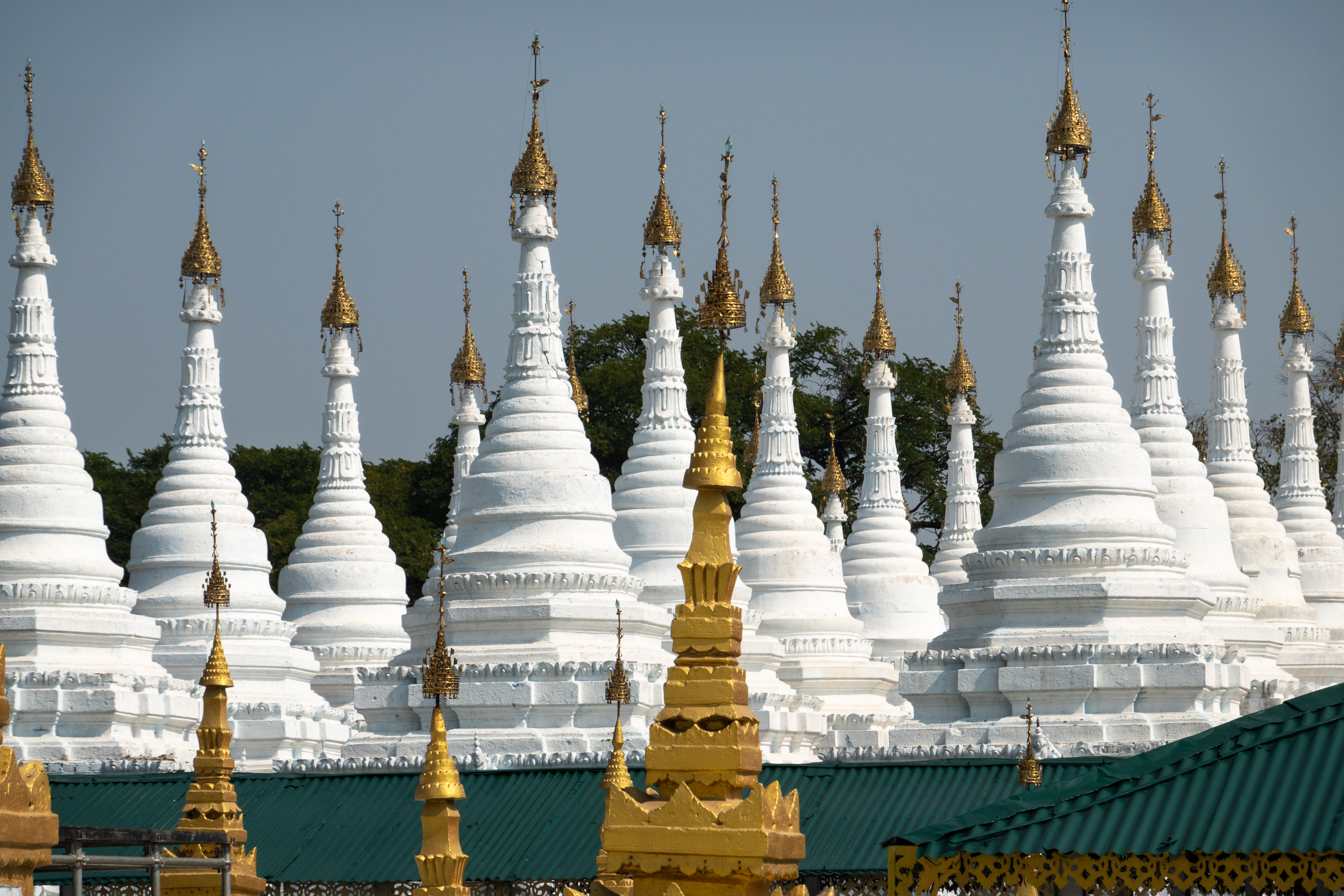
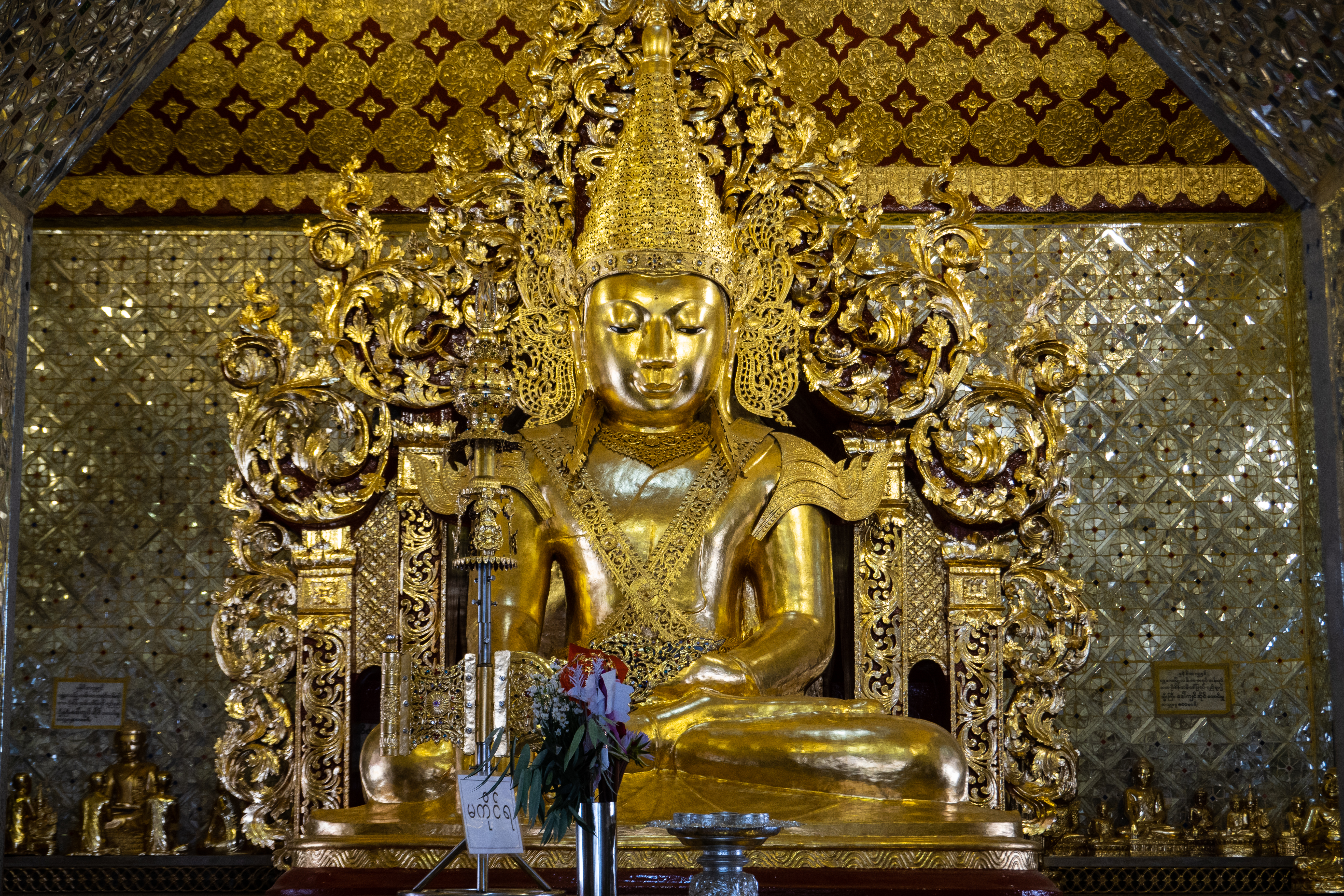
la statua in ferro del Buddha
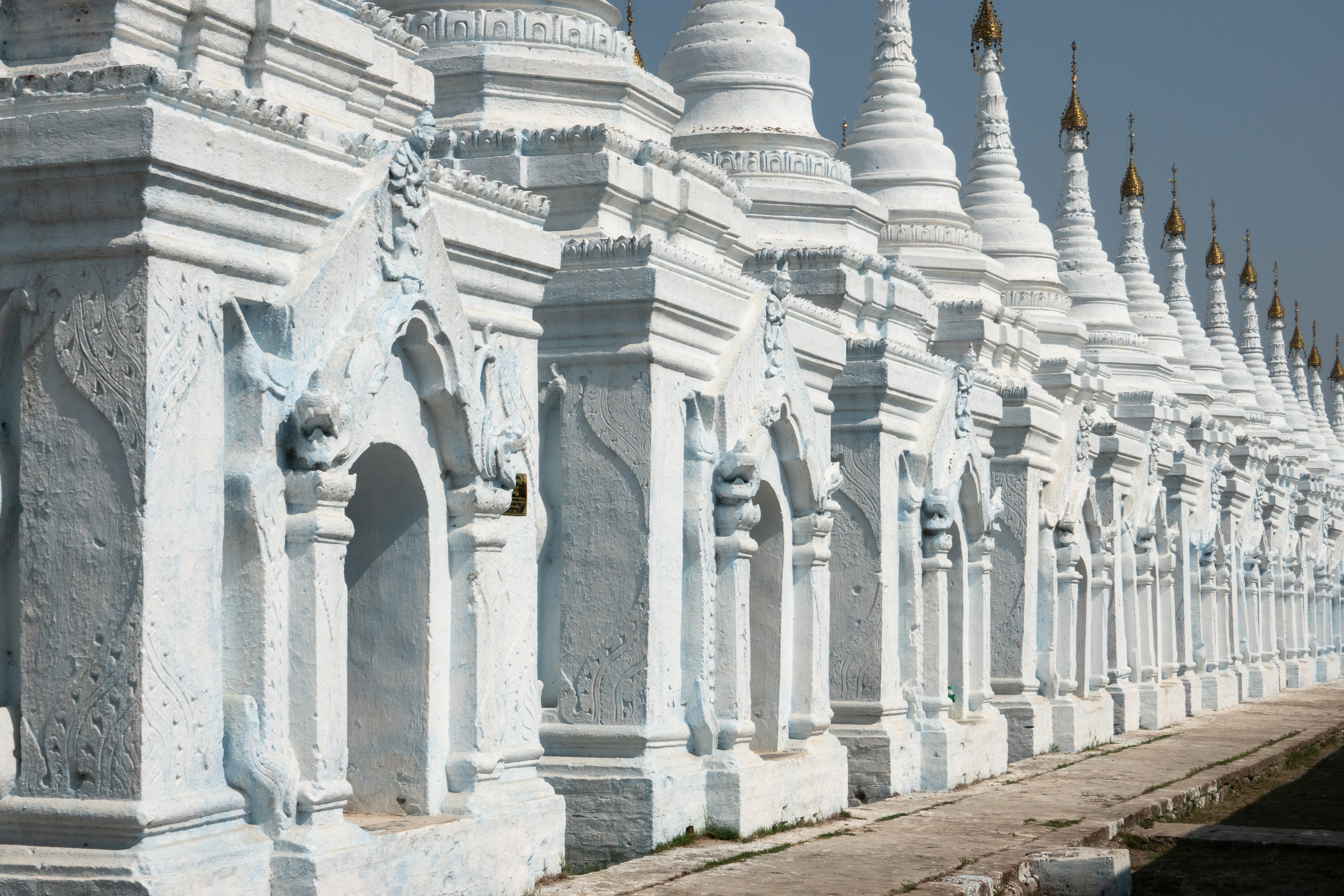
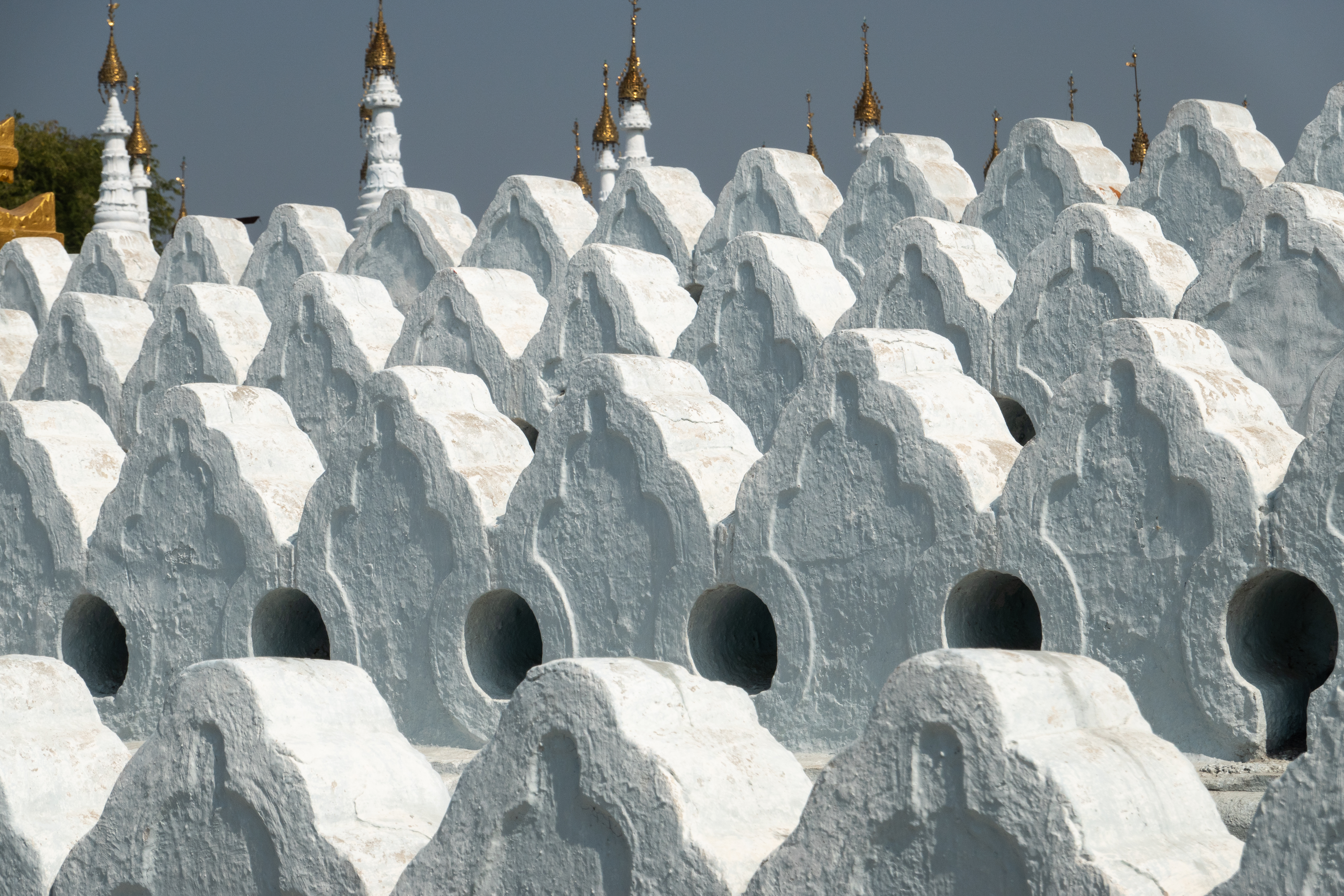
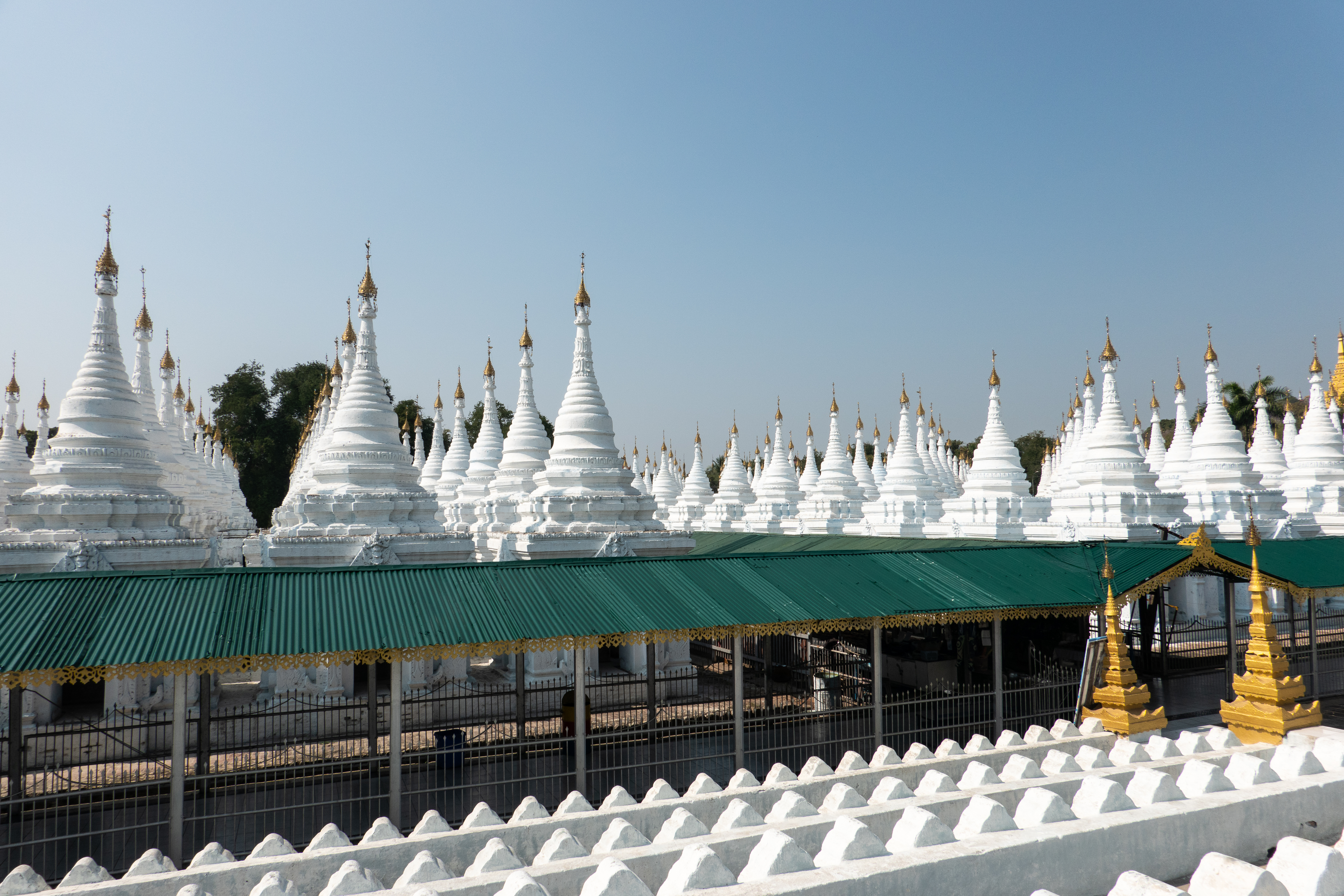